# Udiča
Udiča este o comună slovacă, aflată în districtul Považská Bystrica din regiunea Trenčín. Localitatea se află la altitudinea de 282 m deasupra n.m., se întinde pe o suprafață de 22,14 km2 și în 2017 număra 2.238 de locuitori.

## Istoric
Localitatea Udiča este atestată documentar din 1321.

## Demografie
| An:                | 1994 | 2004   | 2014   | 2024   |
| ------------------ | ---- | ------ | ------ | ------ |
| Număr de persoane: | 2203 | 2234   | 2193   | 2249   |
| Diferență:         |      | +1,40% | −1,83% | +2,55% |

| An:                | 2023 | 2024   |
| ------------------ | ---- | ------ |
| Număr de persoane: | 2228 | 2249   |
| Diferență:         |      | +0,94% |